# 인생 갑을병
"인생 갑을병"은 한국에서 제작된 박성복 감독의 1961년 영화이다. 김혜정 등이 주연으로 출연하였고 이유동 등이 제작에 참여하였다.

## 출연

### 주연
- 김혜정
- 김석훈
- 엄앵란

## 기타
- 조명: 이병준
- 미술: 이봉선